# 북극횡단항로

북극횡단항로(Transpolar Sea Route, TSR)는 북극 항해로의 하나로, 북극점 근처를 횡단하는 항해로이다. 북동항로나 북서항로와 달리 특정국의 수역을 지나지 않아 유리하다.